# P.O. Ackley
Parker Otto Ackley (Granville, Nueva York; 25 de mayo de 1903-Salt Lake City, Utah; 23 de agosto de 1989) fue un armero, fabricante de cañones, desarrollador de cartuchos, autor y columnista.  Desarrolló la familia de calibres Ackley Improved, que disparaba cartuchos estándares a través de recámaras incrementando el ángulo de los hombros del casquillo para aumentar la capacidad de carga y presión. Ackley fue el primero en desarrollar un cartucho de fuego central calibre .17 (4.5 mm).

## Biografía
Ackley empezó a trabajar exclusivamente como armero en Oregón en 1936, pero estuvo interrumpido por la Segunda Guerra Mundial. En 1945, abrió una nueva armería en Trinidad, Colorado, para convertirse en uno de los armeros más reconocidos en Estados Unidos. Fue también columnista de Guns & Ammo y Shooting Times, y era un instructor en la Universidad Estatal de Trinidad de 1946 a 1951, donde realizó muchos experimentos de campo con armas de fuego.

## Cartuchos propietarios y Ackley Improved

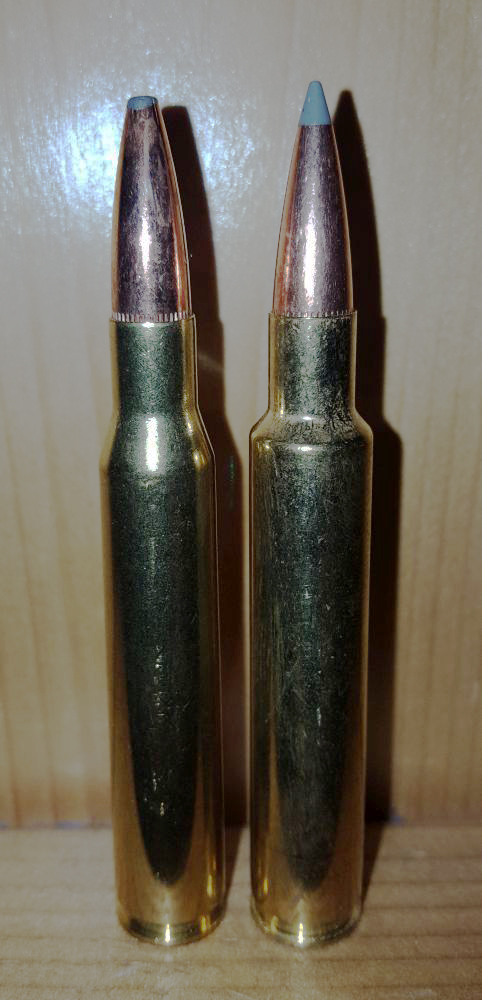
.280 Remington y su versión mejorada .280 Ackley Improved

El siguiente es una lista de  los cartuchos desarrollados por Ackley, incluyendo los "Ackley Improved" y versiones más complejas.
- .17 Ackley Hornet, un .22 Ackley Hornet ajustado calibre .17 (4.5 mm)
- .17 Ackley Abeja, un .218 Bee ajustado a calibre .17 (4.5 mm)
- .22 Ackley Improved Hornet, basado en el .22 Hornet
- .218 Ackley Improved Bee, basado en el .218 Bee
- .219 Zipper Improved, basado en el .219 Zipper
- .22/.30-30 Ackley Improved, un .30-30 Ackley Improved calibre .22 (5.56 mm)
- .22-250 Ackley Improved, basado en el .22-250 Remington
- .223 Ackley Improved, un mejorado .223 Remington[5]
- .224 Belted Express, basado en el .30-06 Springfield
- .228 Ackley Improved, un mejorado 7×57mm Mauser calibre .228 (5.8 mm)
- 6mm AR Improved / 6mm AR Turbo, un mejorado 6mm AR (basado en el 6.5mm Grendel).
- 6 mm/.30-30 Improved un .30-30 Ackley Improved calibre 6 mm (.243)
- .243 Ackley Improved, un mejorado .243 Winchester
- .25 Ackley Krag, un .30-40 Krag ajustado a calibre .25 (6.2 mm)
- .25-06 Ackley mejorado, un mejorado .25-06 Remington con un 40 grado angled hombro
- .25 Ackley Krag Corto, un ligeramente acortó .25 Ackley Krag
- .250-3000 Ackley Improved, un mejorado .250-3000 Savage
- .257 Ackley Improved, un mejorado .257 Roberts
- .260 Ackley Improved, un mejorado .260 Remington
- .270 Winchester Ackley Improved, un mejorado .270 Winchester[6]
- 7×57mm Mauser Ackley Improved, una versión mejorada del 7×57mm Mauser cartucho con 40 hombro de grado, muere fácilmente disponible.
- .280 Remington Ackley Mejoró, una versión mejorada del .280 Remington cartucho con 40 hombro de grado, muere fácilmente disponible.  Se acerca a la performance balística del  7mm Remington Magnum, con 30% menos propulsor utilizado y menos erosión de tubo. Registrado con SAAMI por Nosler.
- .30-30 Ackley Mejorado, un mejorado .30-30 Winchester

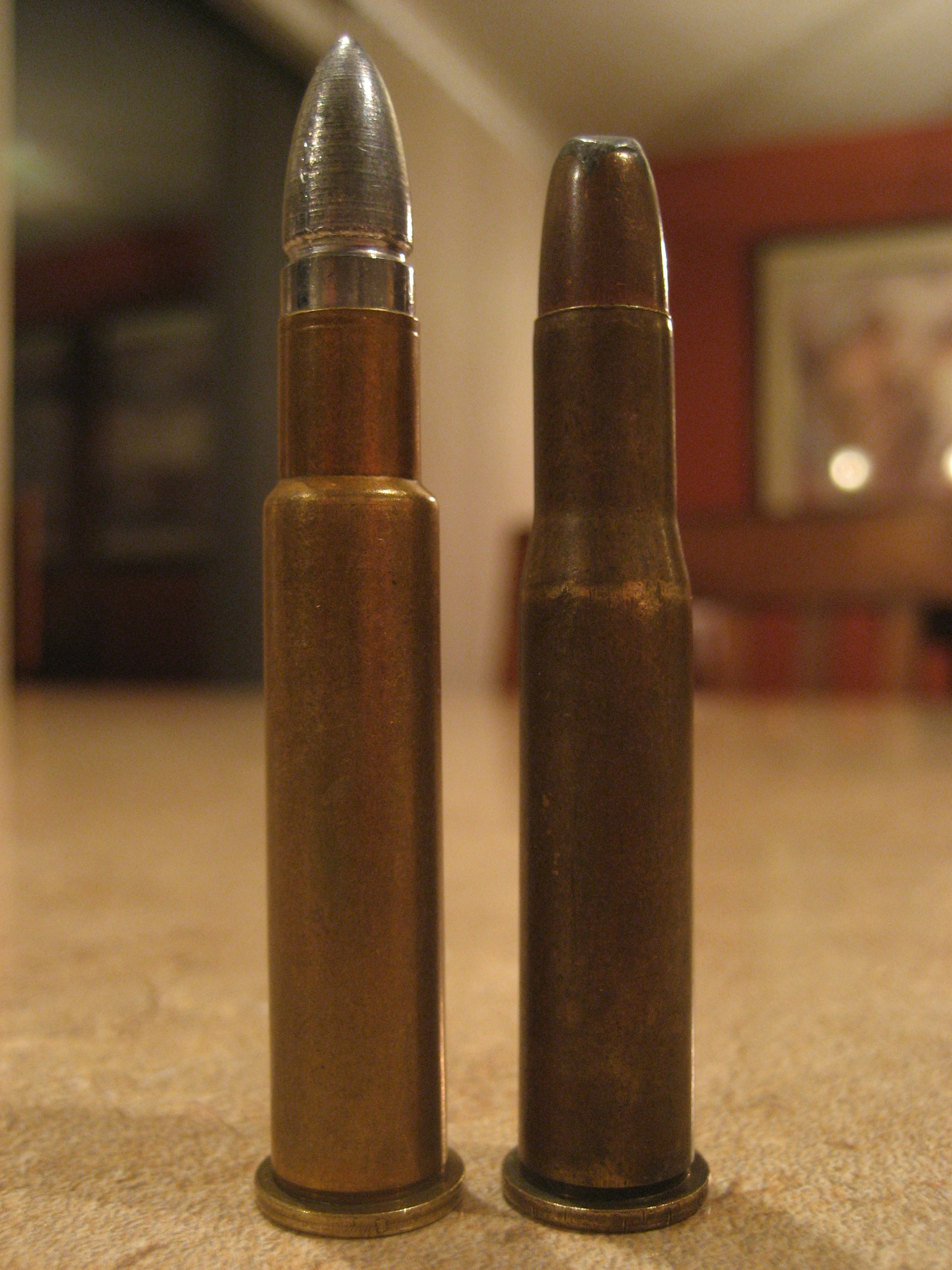
.30-30 Ackley Improved (Izquierda) .30-30 Winchester (derecha)

- .30-06 Ackley Improved, una versión mejorada del .30-06 Springfield
- .30 Ackley Magnum Núm. 1 y Núm. 2 short, basados en el casquillo belted magnum de Holland & Holland, el Núm. 2 versión diseñó  para mecanismos de longitud estándar similares al.30-06.
- .303 Ackley Improved, una versión mejorada del .303 British.
- .338-06 Ackley Improved, versión mejorada del.338-06 A-Square (que es un .30-06 con el cuello holgado para alojar un proyectil calibre .338)
- .348 Ackley Improved, versión mejorada del .348 Winchester que genera aproximadamente 200 pies un segundo  más velocidad sobre el estándar.
- .35 Ackley Magnum Núm. 1 y Núm. 2 short, basado en el casquillo del .30 Ackley Magnum;  hay también una versión Mejorada del Núm. 2.
- .450 Ackley Magnum, desarrollado a partir del casquillo del .375 H&H Magnum para alojar un proyectil .458
- .475 Ackley Magnum, basado en el .375 H&H Magnum para alojar un proyectil de .475 (12 mm)

## Otras investigaciones
Ackley No fue solamente basó su trabajo en aumentar la velocidad de calibres ya desarrollados; también desarrolló cartuchos experimentales como el .22 Eargesplitten Loudenboomer. Este cartucho fue curiosamente nombrado por Ackley para Bob Hutton de la revista Guns & Ammo, con el que pretendió alcanzar una velocidad de salida de 5,000 p/s (1,500 m/s), pero que logró alcanzar los 4,600 p/s (1,400 m/s)(Mach 4.2), despidiendo un proyectil de 50 granos (3.2 g). El cartucho se desarrolló usando el casquillo del .378 Weatherby Magnum.
Otra curiosidad fue el .17 Flintstone Super Eyebunger, basado en el .22-250 para disparar una bala calibre .17.

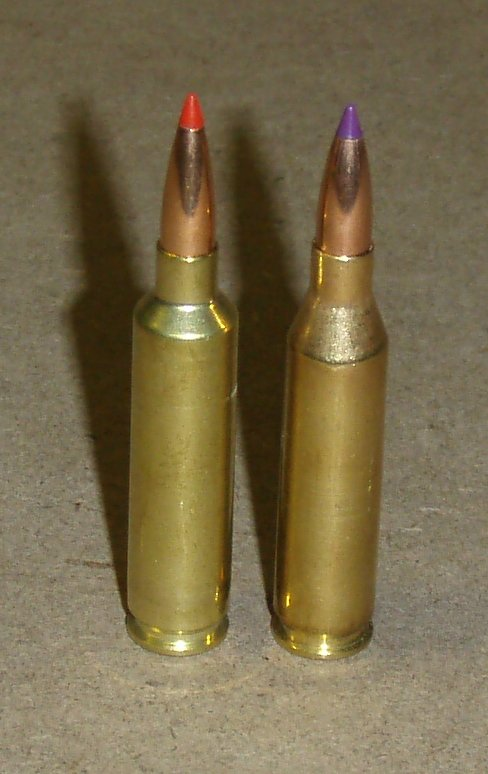
.243 Winchester (derecha) junto a la versión mejorada de Ackley versión Mejorada; nótese que sólo el ángulo de hombro se ha modificado de acuerdo al diseño típico de Ackley.